# Frank Williams Racing Cars
Frank Williams Racing Cars fue un equipo y constructor de automovilismo británico. Fue propiedad de Frank Williams y compitió en Fórmula 1 desde 1969 a 1976, inicialmente con monoplazas comprados a otros fabricantes. Logró tres podios en 105 Grandes Premios, y tuvo como pilotos a Piers Courage, Henri Pescarolo, Carlos Pace, Arturo Merzario, Jacques Laffite, entre otros.

## Historia
Fue fundado por Frank Williams en el año 1967, cuando adquirió monoplazas de Brabham para correr en Fórmula 3 y Fórmula 2 Europea con Piers Courage. Al año siguiente debutaron en Fórmula 1, donde lograron dos podios, en Mónaco y Estados Unidos. Para el año siguiente, Williams se asoció con el fabricante italiano De Tomaso, pero los resultados empeoraron. Courage murió en el Gran Premio de los Países Bajos, por lo que se terminó esa temporada con otros pilotos, para cambiar los chasis por unos March en 1971. Ese año contrataron a Henri Pescarolo y en 1972 a Carlos Pace, sumando en varias ocasiones en esos dos campeonatos. En el Gran Premio de Gran Bretaña de 1972, Williams presentó por primera vez dentro del campeonato un chasis propio, denominado Politoys FX3 por patrocinio con una empresa de juguetes.

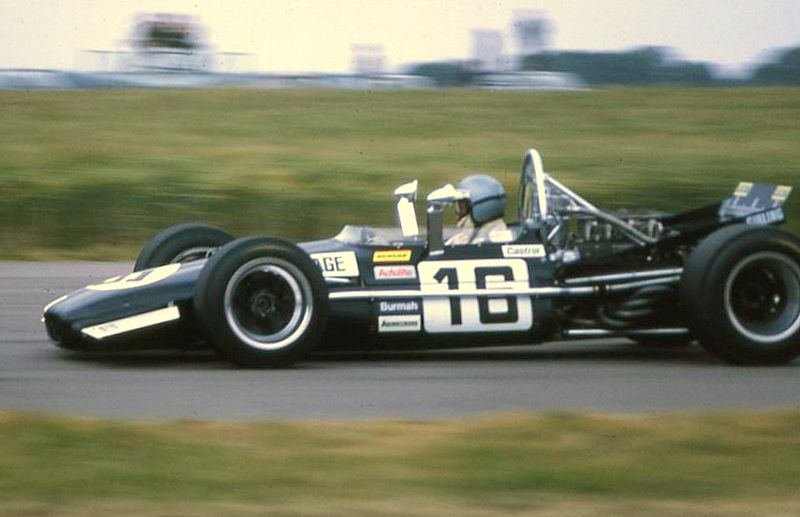
Piers Courage conduciendo su BT26 en el Gran Premio de Gran Bretaña de 1969.

En 1973, el equipo desarrolló chasis para la temporada completa, denominados Iso-Marlboro por la asociación con la automotriz Iso Rivolta y la marca de cigarrillos de Philip Morris. Howden Ganley, Nanni Galli y Gijs van Lennep fueron algunos de sus pilotos, este último logrando en Zandvoort los primeros puntos de la estructura como constructor. Para la temporada siguiente, el equipo sustituyó a Ganley con Arturo Merzario, que venía de correr para Ferrari. Junto al italiano, otros pilotos corrieron con un segundo monoplaza, entre ellos Tom Belsø que disputó 4 carreras, y el debutante francés Jacques Laffite que corrió las 5 últimas. Arturo Merzario logró ser cuarto en Monza.

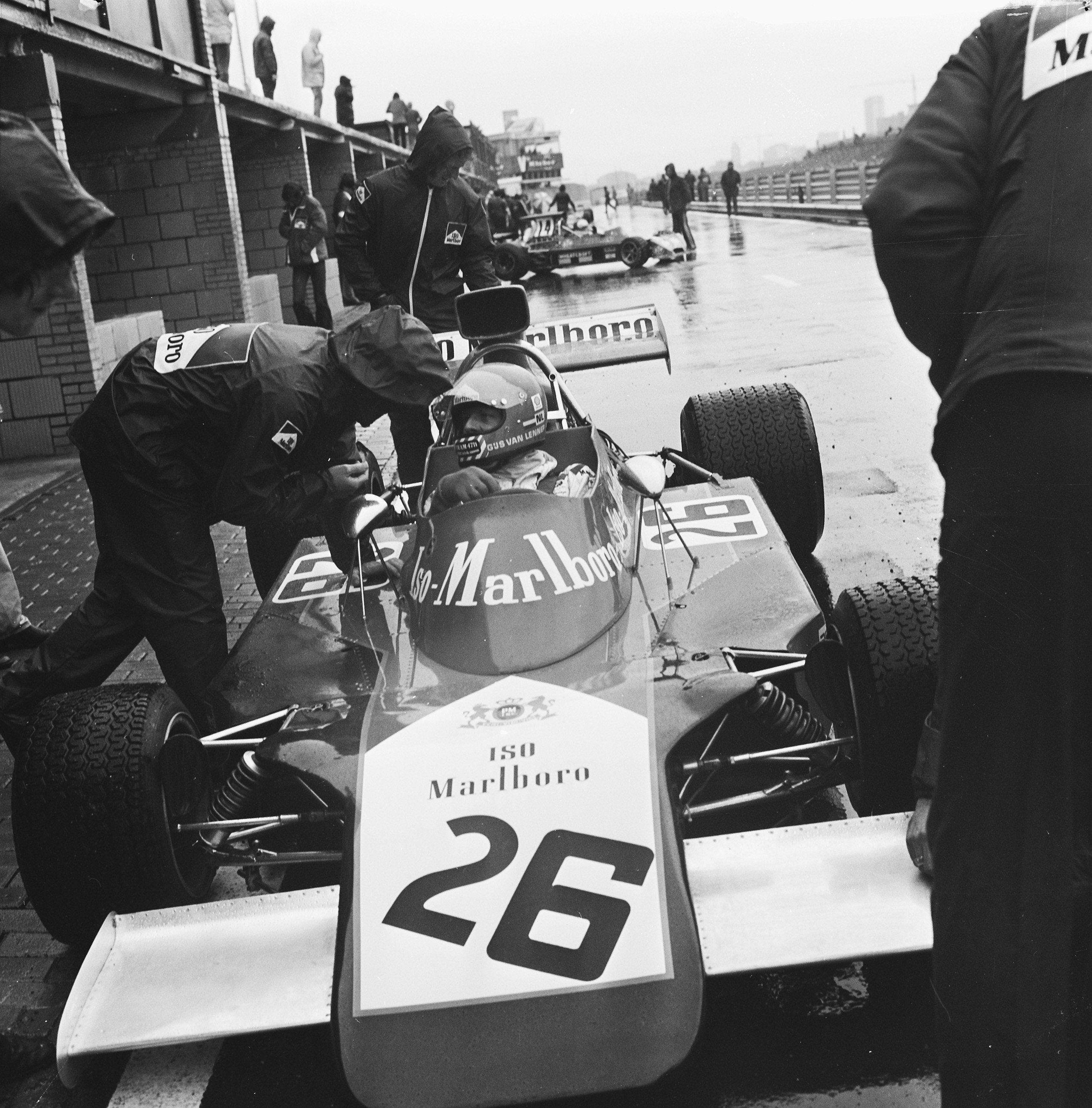
Gijs van Lennep en el Gran Premio de los Países Bajos de 1973.

Williams perdió el auspicio la nomenclatura de sus monoplazas, pero Merzario y Laffite se quedaron para la temporada 1975. Debido a graves problemas económicos, el italiano fue sacado de su puesto para dar lugar a pilotos de pago. Laffite fue segundo en el Gran Premio de Alemania tras largar 15, consiguiendo los únicos puntos de la temporada y el que sería el único podio de este equipo con monoplazas propios.
Jacques Laffite se pasó al equipo Ligier para 1976. En esa temporada, el empresario canadiense Walter Wolf compró el 60% del equipo, haciendo que los vehículos sean renombrados como Wolf-Williams. Jacky Ickx, proveniente de Lotus, Michel Leclère y Arturo Merzario fueron los pilotos que más carreras disputaron ese año para el equipo, que no anotó ningún punto en toda la temporada.
Al finalizar 1976, Wolf despidió a Frank Williams de su puesto en el equipo. Este dejó el equipo por completo, vendiendo su parte al canadiense, que lo convirtió en Walter Wolf Racing. Frank Williams crearía en 1977 Williams Grand Prix Engineering con Patrick Head, equipo que ha ganado 9 campeonatos de Constructores a lo largo de su historia.

## Resultados

### Fórmula 1
(Clave) (negrita indica pole position) (cursiva indica vuelta rápida)

| Año     | Chasis              | Motor                    | Neu. | Pilotos               | 1   | 2   | 3   | 4   | 5   | 6   | 7   | 8   | 9   | 10  | 11  | 12  | 13  | 14  | 15  | 16  | Puntos | Pos. |
| ------- | ------------------- | ------------------------ | ---- | --------------------- | --- | --- | --- | --- | --- | --- | --- | --- | --- | --- | --- | --- | --- | --- | --- | --- | ------ | ---- |
| 1969    | Brabham BT26A       | Ford Cosworth DFV 3.0 V8 | D    |                       | RSA | ESP | MON | NED | FRA | GBR | GER | ITA | CAN | USA | MEX |     |     |     |     |     | -      | -    |
| 1969    | Brabham BT26A       | Ford Cosworth DFV 3.0 V8 | D    | Piers Courage         |     | Ret | 2   | Ret | Ret | 5   | Ret | 5   | Ret | 2   | 10  |     |     |     |     |     | -      | -    |
| 1970    | De Tomaso 505       | Ford Cosworth DFV 3.0 V8 | D    |                       | RSA | ESP | MON | BEL | NED | FRA | GBR | GER | AUT | ITA | CAN | USA | MEX |     |     |     | -      | -    |
| 1970    | De Tomaso 505       | Ford Cosworth DFV 3.0 V8 | D    | Piers Courage         | Ret | DNS | NC  | Ret | Ret |     |     |     |     |     |     |     |     |     |     |     | -      | -    |
| 1970    | De Tomaso 505       | Ford Cosworth DFV 3.0 V8 | D    | Brian Redman          |     |     |     |     |     |     | DNS | DNQ |     |     |     |     |     |     |     |     | -      | -    |
| 1970    | De Tomaso 505       | Ford Cosworth DFV 3.0 V8 | D    | Tim Schenken          |     |     |     |     |     |     |     |     | Ret | Ret | NC  | Ret |     |     |     |     | -      | -    |
| 1971    | March 701 March 711 | Ford Cosworth DFV 3.0 V8 | F    |                       | RSA | ESP | MON | NED | FRA | GBR | GER | AUT | ITA | CAN | USA |     |     |     |     |     | -      | -    |
| 1971    | March 701 March 711 | Ford Cosworth DFV 3.0 V8 | F    | Henri Pescarolo       | 11  | Ret | 8   | NC  | Ret | 4   | Ret | 6   | Ret | DNS | Ret |     |     |     |     |     | -      | -    |
| 1971    | March 701 March 711 | Ford Cosworth DFV 3.0 V8 | F    | Max Jean              |     |     |     |     | NC  |     |     |     |     |     |     |     |     |     |     |     | -      | -    |
| 1972    | March 711 March 721 | Ford Cosworth DFV 3.0 V8 | G    |                       | ARG | RSA | ESP | MON | BEL | FRA | GBR | GER | AUT | ITA | CAN | USA |     |     |     |     | -      | -    |
| 1972    | March 711 March 721 | Ford Cosworth DFV 3.0 V8 | G    | Carlos Pace           |     | 17  | 6   | 17  | 5   | Ret | Ret | NC  | NC  | Ret | 9   | Ret |     |     |     |     | -      | -    |
| 1972    | March 711 March 721 | Ford Cosworth DFV 3.0 V8 | G    | Henri Pescarolo       | 8   | 11  | 11  | Ret | NC  | DNS |     | Ret | DNS | DNQ | 13  | 14  |     |     |     |     | -      | -    |
| 1972    | FX3                 | Ford Cosworth DFV 3.0 V8 | G    | Henri Pescarolo       |     |     |     |     |     |     | Ret |     |     |     |     |     |     |     |     |     | NC     | 0    |
| 1972    | FX3                 | Ford Cosworth DFV 3.0 V8 | G    | Giancarlo Gagliardi   |     |     |     |     |     |     |     |     |     | DNP |     |     |     |     |     |     | NC     | 0    |
| 1973    | FX3B IR             | Ford Cosworth DFV 3.0 V8 | F    |                       | ARG | BRA | RSA | ESP | BEL | MON | SWE | FRA | GBR | NED | GER | AUT | ITA | CAN | USA |     | 10.º   | 2    |
| 1973    | FX3B IR             | Ford Cosworth DFV 3.0 V8 | F    | Howden Ganley         | NC  | 7   | 10  | Ret | Ret | Ret | 11  | 14  | 9   | 9   | DNS | NC  | NC  | 6   | 12  |     | 10.º   | 2    |
| 1973    | FX3B IR             | Ford Cosworth DFV 3.0 V8 | F    | Nanni Galli           | Ret | 9   |     | 11  | Ret | Ret |     |     |     |     |     |     |     |     |     |     | 10.º   | 2    |
| 1973    | FX3B IR             | Ford Cosworth DFV 3.0 V8 | F    | Jackie Pretorius      |     |     | Ret |     |     |     |     |     |     |     |     |     |     |     |     |     | 10.º   | 2    |
| 1973    | FX3B IR             | Ford Cosworth DFV 3.0 V8 | F    | Tom Belsø             |     |     |     |     |     |     | DNS |     |     |     |     |     |     |     |     |     | 10.º   | 2    |
| 1973    | FX3B IR             | Ford Cosworth DFV 3.0 V8 | F    | Henri Pescarolo       |     |     |     |     |     |     |     | Ret |     |     | 10  |     |     |     |     |     | 10.º   | 2    |
| 1973    | FX3B IR             | Ford Cosworth DFV 3.0 V8 | F    | Graham McRae          |     |     |     |     |     |     |     |     | Ret |     |     |     |     |     |     |     | 10.º   | 2    |
| 1973    | FX3B IR             | Ford Cosworth DFV 3.0 V8 | F    | Gijs van Lennep       |     |     |     |     |     |     |     |     |     | 6   |     | 9   | Ret |     |     |     | 10.º   | 2    |
| 1973    | FX3B IR             | Ford Cosworth DFV 3.0 V8 | F    | Tim Schenken          |     |     |     |     |     |     |     |     |     |     |     |     |     | 14  |     |     | 10.º   | 2    |
| 1973    | FX3B IR             | Ford Cosworth DFV 3.0 V8 | F    | Jacky Ickx            |     |     |     |     |     |     |     |     |     |     |     |     |     |     | 7   |     | 10.º   | 2    |
| 1974    | FW                  | Ford Cosworth DFV 3.0 V8 | F    |                       | ARG | BRA | RSA | ESP | BEL | MON | SWE | NED | FRA | GBR | GER | AUT | ITA | CAN | USA |     | 10.º   | 4    |
| 1974    | FW                  | Ford Cosworth DFV 3.0 V8 | F    | Arturo Merzario       | Ret | Ret | 6   | Ret | Ret | Ret | INJ | Ret | 9   | Ret | Ret | Ret | 4   | Ret | Ret |     | 10.º   | 4    |
| 1974    | FW                  | Ford Cosworth DFV 3.0 V8 | F    | Richard Robarts       |     |     |     |     |     |     | DNS |     |     |     |     |     |     |     |     |     | 10.º   | 4    |
| 1974    | FW                  | Ford Cosworth DFV 3.0 V8 | F    | Tom Belsø             |     |     | Ret | DNQ |     |     | 8   |     |     | DNQ |     |     |     |     |     |     | 10.º   | 4    |
| 1974    | FW                  | Ford Cosworth DFV 3.0 V8 | F    | Gijs van Lennep       |     |     |     |     | 14  |     |     | DNQ |     |     |     |     |     |     |     |     | 10.º   | 4    |
| 1974    | FW                  | Ford Cosworth DFV 3.0 V8 | F    | Jean-Pierre Jabouille |     |     |     |     |     |     |     |     | DNQ |     |     |     |     |     |     |     | 10.º   | 4    |
| 1974    | FW                  | Ford Cosworth DFV 3.0 V8 | F    | Jacques Laffite       |     |     |     |     |     |     |     |     |     |     | Ret | NC  | Ret | 15  | Ret |     | 10.º   | 4    |
| 1975    | FW FW04             | Ford Cosworth DFV 3.0 V8 | G    |                       | ARG | BRA | RSA | ESP | MON | BEL | SWE | NED | FRA | GBR | GER | AUT | ITA | USA |     |     | 9.º    | 6    |
| 1975    | FW FW04             | Ford Cosworth DFV 3.0 V8 | G    | Jacques Laffite       | Ret | 11  | NC  |     | DNQ | Ret |     | Ret | 11  | Ret | 2   | Ret | Ret | DNS |     |     | 9.º    | 6    |
| 1975    | FW FW04             | Ford Cosworth DFV 3.0 V8 | G    | Tony Brise            |     |     |     | 7   |     |     |     |     |     |     |     |     |     |     |     |     | 9.º    | 6    |
| 1975    | FW FW04             | Ford Cosworth DFV 3.0 V8 | G    | Damien Magee          |     |     |     |     |     |     | 14  |     |     |     |     |     |     |     |     |     | 9.º    | 6    |
| 1975    | FW FW04             | Ford Cosworth DFV 3.0 V8 | G    | Arturo Merzario       | NC  | Ret | Ret | Ret | DNQ | Ret |     |     |     |     |     |     |     |     |     |     | 9.º    | 6    |
| 1975    | FW FW04             | Ford Cosworth DFV 3.0 V8 | G    | Ian Scheckter         |     |     |     |     |     |     | Ret | 12  |     |     |     |     |     |     |     |     | 9.º    | 6    |
| 1975    | FW FW04             | Ford Cosworth DFV 3.0 V8 | G    | François Migault      |     |     |     |     |     |     |     |     | DNS |     |     |     |     |     |     |     | 9.º    | 6    |
| 1975    | FW FW04             | Ford Cosworth DFV 3.0 V8 | G    | Ian Ashley            |     |     |     |     |     |     |     |     |     |     | DNS |     |     |     |     |     | 9.º    | 6    |
| 1975    | FW FW04             | Ford Cosworth DFV 3.0 V8 | G    | Jo Vonlanthen         |     |     |     |     |     |     |     |     |     |     |     | Ret |     |     |     |     | 9.º    | 6    |
| 1975    | FW FW04             | Ford Cosworth DFV 3.0 V8 | G    | Renzo Zorzi           |     |     |     |     |     |     |     |     |     |     |     |     | 14  |     |     |     | 9.º    | 6    |
| 1975    | FW FW04             | Ford Cosworth DFV 3.0 V8 | G    | Lella Lombardi        |     |     |     |     |     |     |     |     |     |     |     |     |     | DNS |     |     | 9.º    | 6    |
| 1976    | FW04 FW05           | Ford Cosworth DFV 3.0 V8 | G    |                       | BRA | RSA | USW | ESP | BEL | MON | SWE | FRA | GBR | GER | AUT | NED | ITA | CAN | USA | JPN | NC     | 0    |
| 1976    | FW04 FW05           | Ford Cosworth DFV 3.0 V8 | G    | Jacky Ickx            | 8   | 16  | DNQ | 7   | DNQ | DNQ |     | 10  | DNQ |     |     |     |     |     |     |     | NC     | 0    |
| 1976    | FW04 FW05           | Ford Cosworth DFV 3.0 V8 | G    | Arturo Merzario       |     |     |     |     |     |     |     |     |     | Ret | Ret | Ret | DNS | Ret | Ret | Ret | NC     | 0    |
| 1976    | FW04 FW05           | Ford Cosworth DFV 3.0 V8 | G    | Renzo Zorzi           | 9   |     |     |     |     |     |     |     |     |     |     |     |     |     |     |     | NC     | 0    |
| 1976    | FW04 FW05           | Ford Cosworth DFV 3.0 V8 | G    | Michel Leclère        |     | 13  | DNQ | 10  | 11  | 11  | Ret | 13  |     |     |     |     |     |     |     |     | NC     | 0    |
| 1976    | FW04 FW05           | Ford Cosworth DFV 3.0 V8 | G    | Chris Amon            |     |     |     |     |     |     |     |     |     |     |     |     |     | DNS |     |     | NC     | 0    |
| 1976    | FW04 FW05           | Ford Cosworth DFV 3.0 V8 | G    | Warwick Brown         |     |     |     |     |     |     |     |     |     |     |     |     |     |     | 14  |     | NC     | 0    |
| 1976    | FW04 FW05           | Ford Cosworth DFV 3.0 V8 | G    | Hans Binder           |     |     |     |     |     |     |     |     |     |     |     |     |     |     |     | Ret | NC     | 0    |
| 1976    | FW04 FW05           | Ford Cosworth DFV 3.0 V8 | G    | Masami Kuwashima      |     |     |     |     |     |     |     |     |     |     |     |     |     |     |     | DNS | NC     | 0    |
| Fuente: |                     |                          |      |                       |     |     |     |     |     |     |     |     |     |     |     |     |     |     |     |     |        |      |

Nota: Los autos construidos por Frank Williams Racing Cars participaron bajo los siguientes nombres
- 1972: Politoys (FX3)
- 1973: Iso-Marlboro  (FX3B e IR)
- 1974: Iso-Marlboro (FW)
- 1975: Williams (FW y FW04)
- 1976: Wolf-Williams (FW04 y FW05)

#### Equipos privados
(Clave) (negrita indica pole position) (cursiva indica vuelta rápida)

| Año     | Equipo          | Chasis | Motor                    | Neu. | Pilotos       | 1   | 2   | 3   | 4   | 5   | 6   | 7   | 8   | 9   | 10  | 11  | 12  | 13  | 14  | 15  | 16  |
| ------- | --------------- | ------ | ------------------------ | ---- | ------------- | --- | --- | --- | --- | --- | --- | --- | --- | --- | --- | --- | --- | --- | --- | --- | --- |
| 1976    | Mapfre-Williams | FW04   | Ford Cosworth DFV 3.0 V8 | G    |               | BRA | RSA | USW | ESP | BEL | MON | SWE | FRA | GBR | GER | AUT | NED | ITA | CAN | USA | JPN |
| 1976    | Mapfre-Williams | FW04   | Ford Cosworth DFV 3.0 V8 | G    | Emilio Zapico |     |     |     | DNQ |     |     |     |     |     |     |     |     |     |     |     |     |
| 1976    | RAM Racing      | FW     | Ford Cosworth DFV 3.0 V8 | G    | Loris Kessel  |     |     |     |     |     |     |     |     |     |     |     |     | DNP |     |     |     |
| Fuente: |                 |        |                          |      |               |     |     |     |     |     |     |     |     |     |     |     |     |     |     |     |     |